# Atractodes alamagnus
Atractodes alamagnus là một loài tò vò trong họ Ichneumonidae.